# Norma (Olaszország)
Norma település Olaszországban, Lazio régióban, Latina megyében. Lakosainak száma 3623 fő (2023. január 1.). Norma Bassiano, Carpineto Romano, Cisterna di Latina, Cori, Montelanico és Sermoneta községekkel határos.

## Népesség
A település lakossága az elmúlt években az alábbi módon változott:
| Lakosok száma | 3983 | 4046 | 3623 |
|               | 2017 | 2018 | 2023 |